# Anectropis semifascia
Anectropis semifascia är en fjärilsart som beskrevs av Max Joseph Bastelberger 1909. Anectropis semifascia ingår i släktet Anectropis och familjen mätare. Inga underarter finns listade i Catalogue of Life.

## Bildgalleri

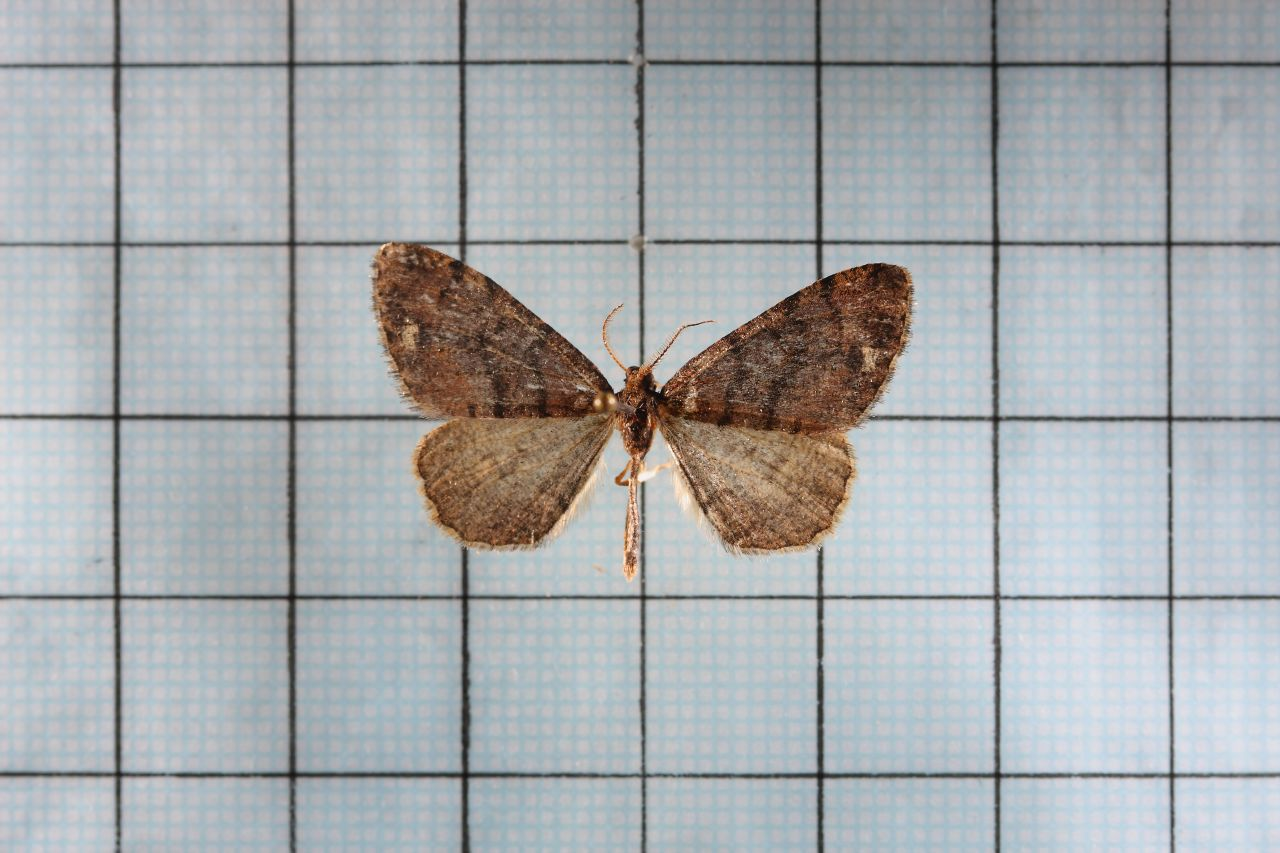
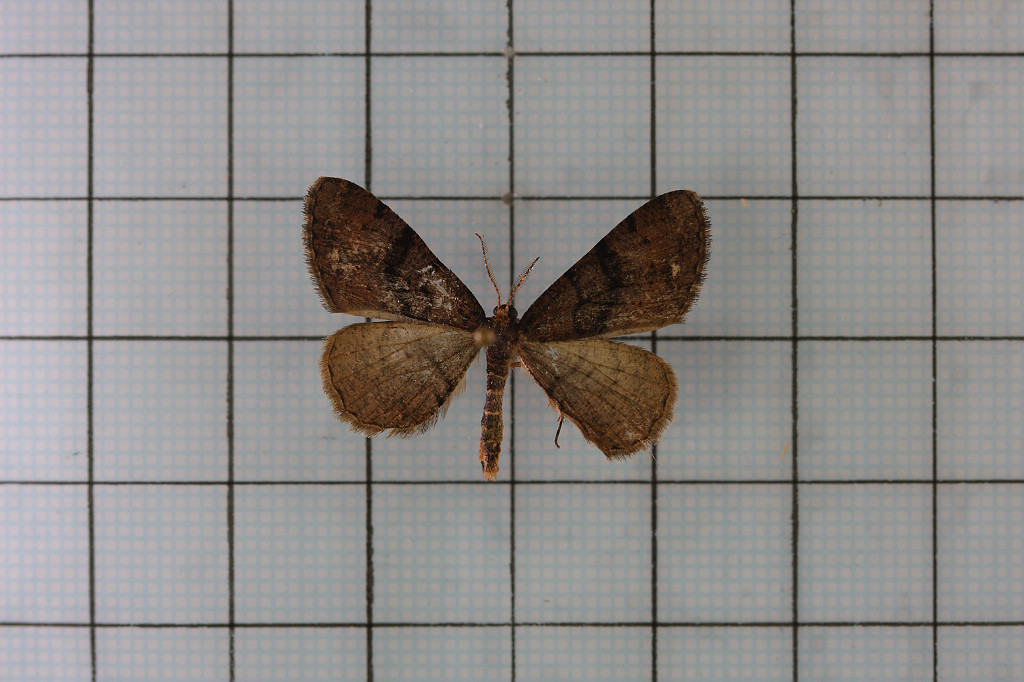